# Педосы (Погребищенский район)
Педосы (укр. Педоси) — село на Украине, находится в Погребищенском районе Винницкой области.
Код КОАТУУ — 0523484101. По данным 2023 года в селе зарегистрировано 500 человек Почтовый индекс — 22209. Телефонный код — 4346.
Занимает площадь 2,36 км².

## Адрес местного совета
22209, Винницкая область, Погребищенский р-н, с. Педосы, ул. Центральная, 10